# Náruživost (film)
Psychologický autorský film Náruživost (švédsky En passion, známý též jako The Passion of Anna) z roku 1969 je závěčný díl Ostrovní trilogie (filmy Hodina vlků, Hanba, Náruživost) režiséra Ingmara Bergmana. Film opět studuje partnerský vztah páru opět představovaného Sydowem a Ullmannovou, dokonce i postavy partnerů se podobají postavám Johana a Almy z Hodiny vlků a Evě a Janovi z Hanby.

## Děj
Na nehostinném pobřeží žije osaměle Andreas Winkelman (Max von Sydow), kterého náhodou navštíví Anna Frommová (Liv Ullmannová). Indiskrétní Andreas bez vědomí Anny zjistí, že její manželství je v troskách. Na večeři s Aninnými přáteli (úspěšný architekt a vášnivý amatérský fotograf Elis Vergerus (Erland Josephson) a jeho žena Eva (Bibi Anderssonová)) Anna neustále zdůrazňuje potřebnost důvěry ve vztahu, svou náruživou touhu žít v pravdě atd. Po krátkém románku s Evou Andreas naváže partnerský vztah s Annou.
V okolí řádí neznámý sadista vraždící, zohavující a týrající zvířata. Lidé podezřívají Andreasova přítele osamělého Johana Andersson (Erik Hell), který dříve trpěl nějakou duševní chorobou. Vyhrožují mu, později jej zbijí a poníží (např. močením do obličeje); Johan se následně oběsí. Činnost neodhaleného psychopata však dále pokračuje.
Po více než roce se vztah Andrease a Anny dostává do krize. Anna, když nejsou naplněny její ideály, upadá do moralizující křeče. Po rozpadu vztahu je Andreas zmatený.

## Hodnocení postav
Charaktery postav jsou v tomto snímku evidentně nejsložitější z celé Ostrovní trilogie. Bergman do filmu zařadil krátké rozhovory s herci, kteří se vyjadřovali, jaké charaktery chtěli vyjádřit.
Max von Sydow říká o Andreasovi: „Myslím, že je komplikovaný, protože se snaží skrýt před okolním světem. Jeho zkrachovalé manželství a pochybné aktivity jej dostaly do slepé uličky, v níž se snaží utajit svou pravou totožnost. Jde mu o odhození původní tváře. A začíná si uvědomovat, že jeho skrýš se stává jeho klecí.“
Liv Ullmannová říká o Anně: „Vášeň Anny po pravdě je mi blízká. Chápu, proč chce, aby běh světa byl jiný, ale její touha po pravdě je pro ni poškozující. Když odhalí, že skutečnost se liší od jejích představ a ostatní nemají pochopení pro její požadavky, uchyluje se ke lži a přetvářce a očekává od ostatních totéž.“
Bibi Anderssonová říká o Evě: „Eva je úplně bezbranná. Všichni si s ní mohou dělat, co chtějí a ona se ani nesnaží bránit. Myslím, že Eva je člověk, který neunese fakt, že postrádá výraznější osobnost. Je jen výplodem druhých. Je nevyrovnaná a bez kousku sebeúcty. Myslím, že se pokusí o sebevraždu. … To je ale další sobecký čin,“ a vyjadřuje s ní soucit.
Erland Josephson říká o Elisovi: „Věřím Elisovi, že je pokrytectví být zděšen hloupostí lidí … a plýtvání citů apelováním na slušnost a spravedlnost. Nepřipouští strádání jiných. Vidí se odlišným od jiných. To jsou podmínky, ve kterých přežívá; jinak nemůže existovat.“